# Bogdan Laszczka
Bogdan Laszczka (ur. 6 sierpnia 1898 w Warszawie, zm. 26 marca 1977 w Krakowie) – polski inżynier architekt, działacz Polskiego Towarzystwa Tatrzańskiego.

## Życiorys
Był synem Konstantego Laszczki. W latach 1946-48 był członkiem ZG PTT, był także wiceprezesem krakowskiego Oddziału Towarzystwa.

## Prace
- Kamienica „Pod Żubrem”, Kraków ul. Komorowskiego 7 (1936)
- Ośrodek Harcerski (Centralna Szkoła Instruktorska Harcerstwa Męskiego), Górki Wielkie (1936)
- Schronisko PTT na Hali Kondratowej (1947)

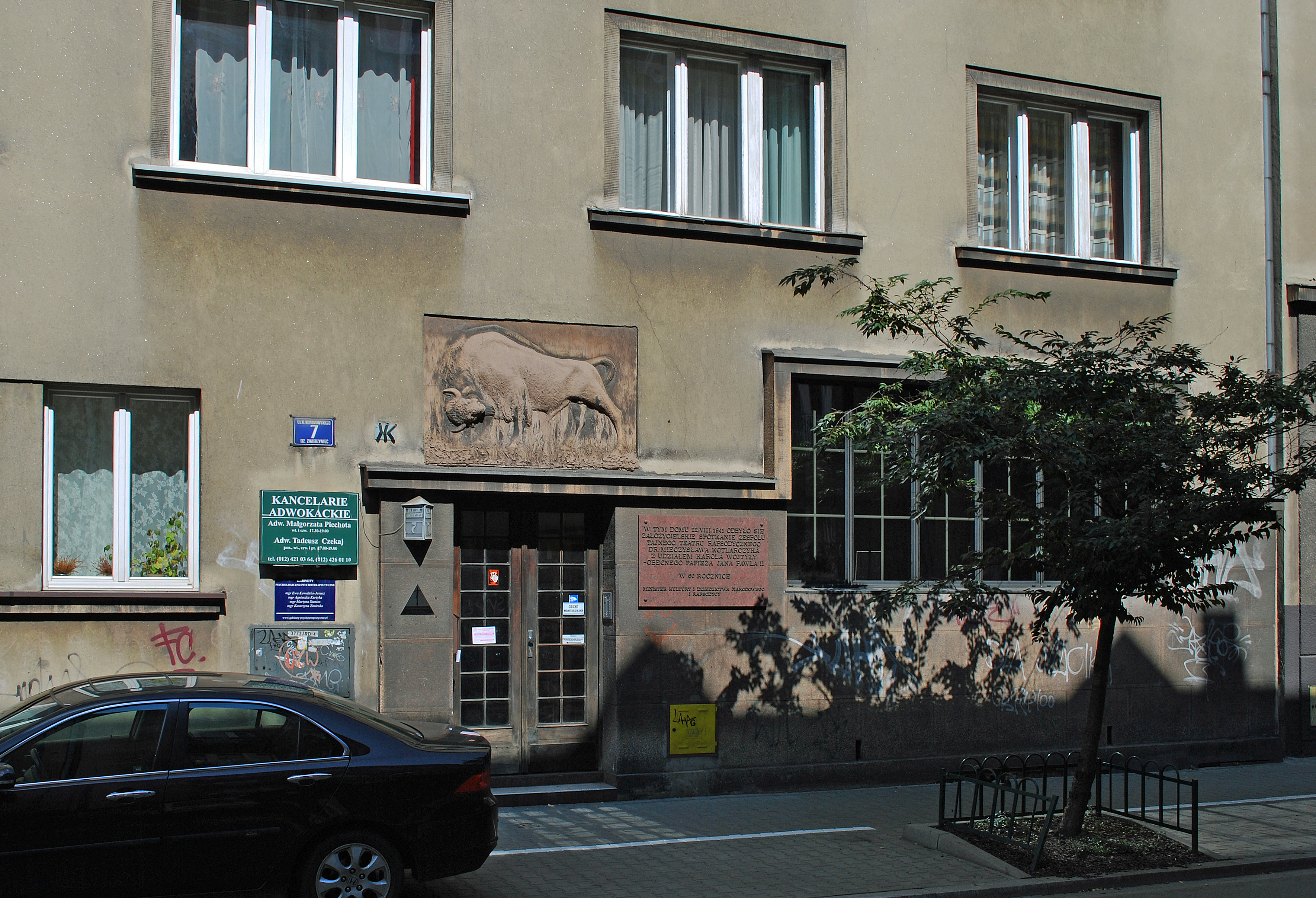
Kamienica „Pod Żubrem”, dom własny Laszczków.
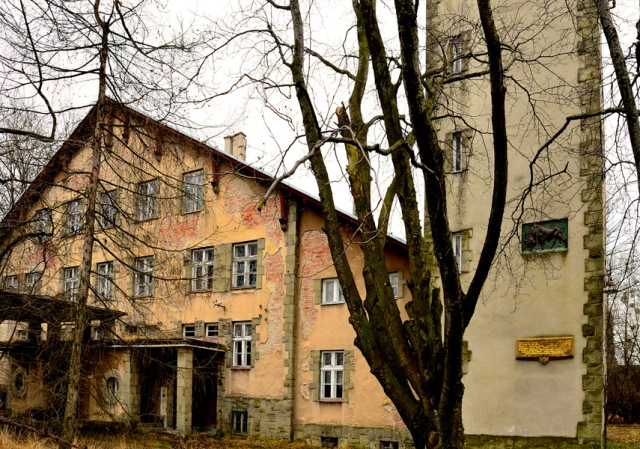
Ośrodek Harcerski, Górki Wielkie.
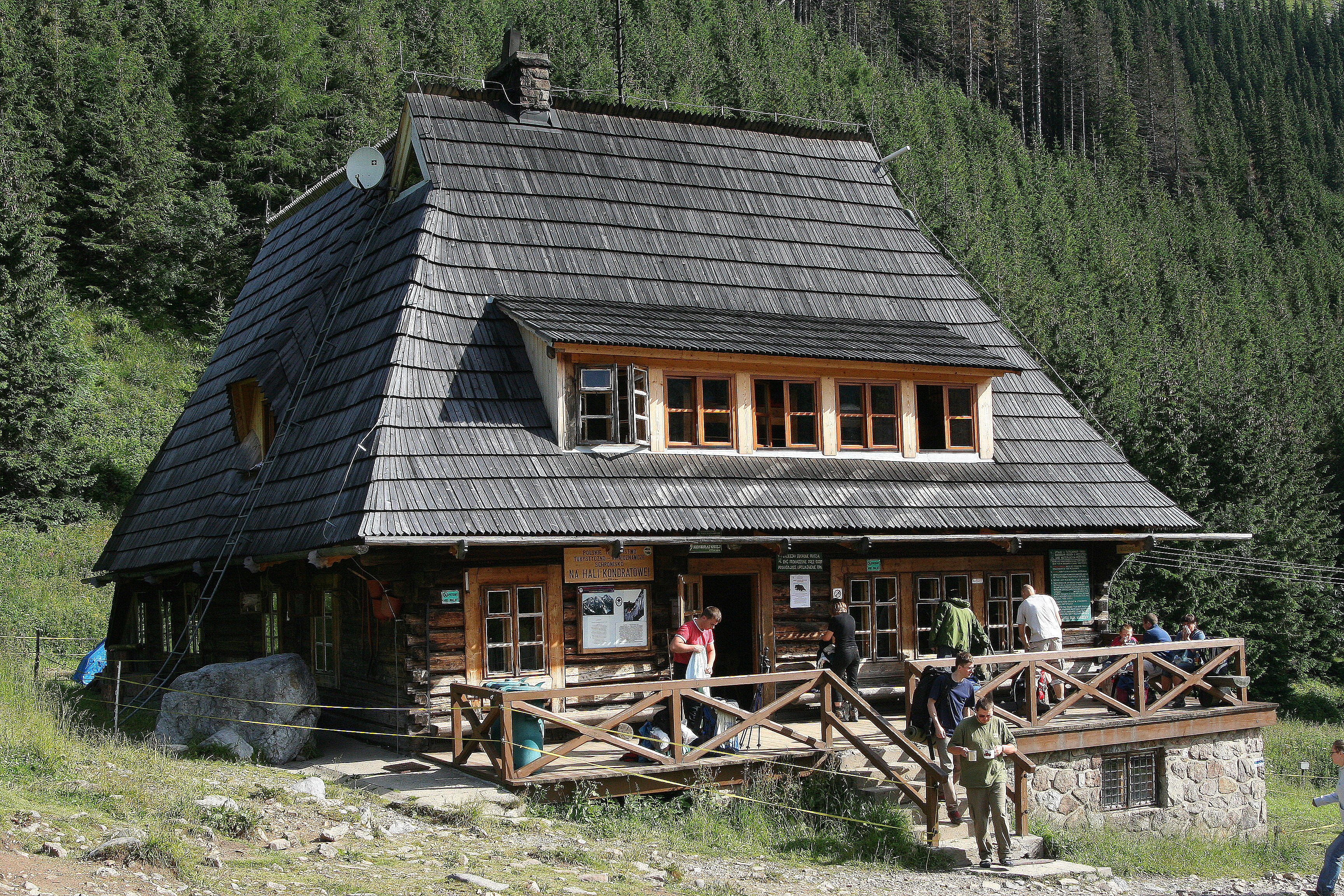
Schronisko PTT na Hali Kondratowej.